# العلاقات المغربية الرومانية
العلاقات المغربية الرومانية هي العلاقات الثنائية التي تجمع بين المغرب ورومانيا.

## مقارنة بين البلدين
هذه مقارنة عامة ومرجعية للدولتين:
| وجه المقارنة                                              | المغرب                                 | رومانيا                                                                               |
| --------------------------------------------------------- | -------------------------------------- | ------------------------------------------------------------------------------------- |
| المساحة (كم2)                                             | 710.85 ألف                             | 238.40 ألف                                                                            |
| عدد السكان (نسمة)                                         | 36.07 مليون                            | 19.59 مليون                                                                           |
| الكثافة السكانية (ن./كم²)                                 | 50.74                                  | 82.17                                                                                 |
| العاصمة                                                   | الرباط                                 | بوخارست                                                                               |
| اللغة الرسمية                                             | اللغة العربية، أمازيغية معيارية مغربية | اللغة الرومانية                                                                       |
| العملة                                                    | درهم مغربي                             | ليو روماني                                                                            |
| الناتج المحلي الإجمالي (بليون دولار)                      | 109.14 مليار                           | 211.80 مليار                                                                          |
| الناتج المحلي الإجمالي (تعادل القوة الشرائية) بليون دولار | 274.06 مليار                           | 465.56 مليار                                                                          |
| الناتج المحلي الإجمالي الاسمي للفرد دولار أمريكي          | 2.88 ألف                               | 9.47 ألف                                                                              |
| الناتج المحلي الإجمالي للفرد دولار أمريكي                 | 7.49 ألف                               | 23.63 ألف                                                                             |
| مؤشر التنمية البشرية                                      | 0.628                                  | 0.793                                                                                 |
| رمز المكالمات الدولي                                      | +212                                   | +40                                                                                   |
| رمز الإنترنت                                              | .ma                                    | .ro                                                                                   |
| المنطقة الزمنية                                           | ت ع م+01:00                            | ت ع م+02:00، ت ع م+03:00، أوروبا/بوخارست ‏، توقيت شرق أوروبا، توقيت شرق أوروبا الصيفي ‏ |

## منظمات دولية مشتركة
يشترك البلدان في عضوية مجموعة من المنظمات الدولية، منها:
| علم المنظمة | اسم المنظمة                               | تاريخ انضمام المغرب | تاريخ انضمام رومانيا |
| ----------- | ----------------------------------------- | ------------------- | -------------------- |
|             | مؤسسة التنمية الدولية                     | 29 ديسمبر 1960      | 12 أبريل 2014        |
|             | المنظمة الهيدروغرافية الدولية             | ?                   | ?                    |
|             | مؤسسة التمويل الدولية                     | 30 أغسطس 1962       | 23 سبتمبر 1990       |
|             | منظمة حظر الأسلحة الكيميائية              | ?                   | ?                    |
|             | يونسكو                                    | 7 نوفمبر 1956       | 27 يوليو 1956        |
|             | الأمم المتحدة                             | 12 نوفمبر 1956      | 14 ديسمبر 1955       |
|             | الاتحاد الدولي للاتصالات                  | 1 نوفمبر 1956       | 9 فبراير 1866        |
|             | منظمة الشرطة الجنائية الدولية             | ?                   | ?                    |
|             | البنك الدولي للإنشاء والتعمير             | 25 أبريل 1958       | 15 ديسمبر 1972       |
|             | الاتحاد البريدي العالمي                   | ?                   | ?                    |
|             | المركز الدولي لتسوية المنازعات الاستشارية | 10 يونيو 1967       | 12 أكتوبر 1975       |
|             | وكالة ضمان الاستثمار متعدد الأطراف        | 17 سبتمبر 1992      | 10 سبتمبر 1992       |
|             | منظمة التجارة العالمية                    | 1995                | 1995                 |
|             | الفريق المعني برصد الأرض                  | ?                   | ?                    |

المغرب ورومانيا يوقعان اتفاقية للتعاون العسكري والتقني
استقبل الوزير المنتدب لدى رئيس الحكومة المكلف بإدارة الدفاع الوطني، عبد اللطيف لوديي، يوم الثلاثاء 27 فبراير 2024 بمقر الإدارة المذكورة بالرباط، أنخيل تيلفار، وزير الدفاع الوطني الروماني، الذي كان في زيارة عمل للمغرب، مرفوقا بوفد من المسؤولين العسكريين والسفيرة الرومانية المعتمدة بالرباط.
وتتوخى هذه الزيارة تعزيز وتنويع التعاون الثنائي بين الرباط وبوخارست، من خلال التوقيع على اتفاقية تعاون في المجالين العسكري والتقني بين المغرب ورومانيا، بحضور الفريق المفتش العام للقوات المسلحة الملكية وقائد منطقة الجنوب.
وتركز اتفاقية التعاون على مجالات مختلفة على رأسها التدريب والتمارين وصناعة الدفاع والدعم الفني وتبادل الخبرات والصحة العسكرية والأمن السيبراني،فضلا عن إنشاء لجنة عسكرية مشتركة تتناوب اجتماعاتها بين البلدين لتحديد مجالات التعاون.
في هذا الإطار، أكد الطرفان على الأدوار الإيجابية والبناءة التي يلعبها المغرب ورومانيا في الحفاظ على الاستقرار والأمن والسلام في منطقتيهما. وهم “يدركون تماما المسؤوليات الجيواستراتيجية التي تملي عليهم مواقفهم، بهدف تعزيز السلام والوئام في أفريقيا وأوروبا”.
وأكد تيلفار على الأولوية القصوى للشراكة مع المغرب، مغتنما الفرصة للتعبير عن إعجابه بمستويات التنمية الاقتصادية والاجتماعية المبهرة التي حققها المغرب ما يعزز مكانته كلاعب ديناميكي ومعقل للاستقرار والسلام في الجوار الأور ومتوسطي والإفريقي.
وفي ختام اللقاء، أعرب المسؤولان عن الطموح المشترك والرغبة في تعزيز هذه العلاقات في المستقبل، وسيتم تحقيق ذلك من خلال تنفيذ الأحكام الواردة في اتفاقية التعاون الموقعة يوم أمس، وكذلك من خلال تبادل الزيارات المنتظمة بين المسؤولين من كلا البلدين.
وتميزت هذه الزيارة، التي تندرج في إطار تعزيز وتنويع التعاون الثنائي بين البلدين، بالتوقيع على اتفاقية التعاون في المجال العسكري والتقني بين المغرب ورومانيا، وذلك بحضور الفريق أول المفتش العام للقوات المسلحة الملكية وقائد المنطقة الجنوبية. 
 
2024 : احتفل المغرب ورومانيا، يوم الخميس 27 يونيو بالرباط، بالإصدار الخاص لطابعين بريديين مشتركين احتفاء بالروابط التاريخية والصداقة بين البلدين وتجسيدا لأصالة تراثهما، وتم تقديم الطابعين البريديين اللذين تم إصدارهما في ماي الماضي في أعقاب تخليد الذكرى الستين للعلاقات الدبلوماسية بين البلدين في حفل حضره المدير العام لبريد المغرب أمين بنجلون التويمي، وسفيرة رومانيا بالرباط ماريا سيوبانو، والمديرة العامة لرومفيلاتيليا (البريد الروماني) كريستينا بوبيسكو، ومديرة متحف القرية الرومانية باولا بوبويو.
وشكل هذا الحفل الذي يندرج في إطار تعزيز أواصر الصداقة والتعاون بين بريد المغرب وبريد رومانيا حول موضوع “الفنون الشعبية”، مناسبة لإبراز غنى الثقافة والتراث الحرفي للبلدين من خلال صور توضيحية للأزياء التقليدية والفخاريات التي يشتهر بها البلدان.

## وصلات خارجية
- موقع وزارة الخارجية المغربية
- موقع وزارة الخارجية الرومانية